# Kvark (mælkeprodukt)
 For alternative betydninger, se Kvark. (Se også artikler, som begynder med Kvark)
Kvark er et mejeriprodukt, der fremstilles af højpasteuriseret skummetmælk eller rå mælk. Skummetmælken syrnes med fx citronsyre, hvorefter vallen udskilles. Rå mælk skal bare stå et par dage, så det bliver sur for sig selv, og naturlig mælkesyre gør resten. Derefter skal vallen udskilles. 
Kvark sælges i Danmark naturel eller med tilsat vanilje, derudover mange forskellige varianter af kvark: med en forholdsvis lav fedtprocent (fremstillet af skummetmælk), "mellemfed kvark", kvark med højt fedtindhold og flødekvark (fremstillet af fløde).
Kvark kan anvendes i madretter eller til bagning og desserter. Mest populær dessert af kvark i Mellemeuropa er ostekage. Kvark bruges også blandet med kartofler som fyldning af "pierogi ruskie".
| Mad og drikke | Spire Denne artikel om mad og drikke er en spire som bør udbygges. Du er velkommen til at hjælpe Wikipedia ved at udvide den. |